# Eleanor Ritchie-Harrison
Eleanor Ritchie-Harrison (* 1854 in Australien; † 1. Mai 1895 in Santa Barbara, Kalifornien, USA) war eine australische Malerin.

## Leben
Eleanor Ritchie stammt aus einer Pionierfamilie im Western District von Australien. In ihrer frühen Kindheit verbrachte die Familie einige Jahre in Europa. Schon früh zeigte sie Interesse am Zeichnen und besuchte für etwa sechs Monate die National Gallery School in Melbourne, wo sie unter der Leitung von Eugene von Guérard hauptsächlich Kopien von Gemälden anfertigte. 1876 reiste Eleanor Ritchie mit ihrer Familie erneut nach Europa und entschied sich für eine künstlerische Laufbahn. 1878 absolvierte sie eine neunmonatige Ausbildung an den South Kensington Schools in London und schrieb sich anschließend an der Heatherley’s School of Fine Art ein. Eleanor Ritchie besuchte Paris und die Künstlerkolonie von Pont-Aven in der Bretagne. Während sie in der Nähe von Paris im Freien zeichnete, lernte sie den amerikanischen Freilichtmaler Lovell Birge Harrison kennen, den sie kurz darauf heiratete.  
1883 unternahm das Ehepaar eine Reise nach New Mexico, offenbar mit der Absicht, sich in Santa Fe niederzulassen. Aus der Expedition wurde eine neunmonatige Reise durch New Mexico, Colorado und entlang des Rio Grande. Wochenlang lebten sie in den Rocky Mountains unter Cowboys, Mexikanern und Ureinwohnern. Im März 1885 ließen sie sich in Philadelphia nieder, beschlossen aber noch im selben Jahr, nach Europa zurückzukehren. In den folgenden Jahren bereisten sie Holland, Italien, Frankreich, Deutschland, die Schweiz und Korsika. In Paris setzte Eleanor Ritchie-Harrison ihre künstlerische Ausbildung bei Benjamin Constant und Jules Lefebvre fort. 1886 wurde ihr Gemälde La Mère Honoré im Pariser Salon angenommen. 1887 ließ sich das Paar für etwa 18 Monate in Étaples nieder.
Im Dezember 1888 kehrten sie nach Australien zurück und bezogen ein Atelier in den New Zealand Chambers in Melbourne und ein Haus in Sandringham. Sie traten der Victorian Artists’ Society bei und planten zunächst, mindestens zwei Jahre in Australien zu bleiben. Im Jahr 1891 bereiteten sie sich jedoch auf eine erneute Abreise vor. Am 20. Mai 1891 organisierten sie eine Ausstellung bei Gemmell, Tuckett & Co, gefolgt von einer Auktion mit etwa vierzig Werken. Kurz darauf reisten sie nach Kalifornien, wo Eleanor Ritchie-Harrison am 1. Mai 1895 in Santa Barbara starb.